# بطولة أفريقيا للسباحة 2022
بطولة أفريقيا للسباحة 2022 هي النسخة الخامسة عشر من بطولة إفريقيا للسباحة، ودارت فعالياتها في مدينة تونس من 20 إلى 24 أوت 2022.